# Розклад Жордана — Шевальє
Розкладом Жордана — Шевальє у лінійній алгебрі називається розклад лінійного ендоморфізму скінченновимірного простору (чи, еквівалентно, матриці цього перетворення для деякого вибраного базису простору) як суми чи, у випадку автоморфізмів, добутку простіших складових, а саме напівпростих, нільпотентних чи, у випадку автоморфізмів, уніпотентних операторів. Розклад Жордана — Шевальє особливо легко отримати для матриць записаних у жордановій нормальній формі.
Більш загально означення даного розкладу можна поширити на випадок так званих локально скінченних ендоморфізмів векторних просторів. Цей факт, а також те, що компоненти розкладу є многочленами від ендоморфізму робить розклад Жордана — Шевальє важливим інструментом у теорії лінійних алгебричних груп.

## Означення

### Адитивний розклад Жордана — Шевальє
Адитивний розклад Жордана — Шевальє ендоморфізму {\displaystyle g} скінченновимірного векторного простору — запис цього ендоморфізму у вигляді суми напівпростого і нільпотентного ендоморфізмів, що комутують між собою: {\displaystyle g=g_{s}+g_{n}}. Ендоморфізми {\displaystyle g_{s}} і {\displaystyle g_{n}} називаються відповідно напівпростою і нільпотентною компонентами розкладу Жордана — Шевальє ендоморфізму {\displaystyle g}. 
Якщо в деякому базисі простору матриця {\displaystyle (a_{ij})} ендоморфізму {\displaystyle g} є жордановою матрицею, а {\displaystyle t} — такий ендоморфізм, що в тому ж базисі його матриця має вигляд {\displaystyle (b_{ij})}, де {\displaystyle b_{ij}=0} при всіх {\displaystyle i\neq j} і {\displaystyle b_{ii}=a_{ii}} для всіх {\displaystyle i}, то розклад Жордана — Шевальє ендоморфізму матиме вигляд {\displaystyle g=t+(g-t)}, тобто {\displaystyle g_{s}=t} і {\displaystyle g_{n}=g-t}.

### Мультиплікативний розклад Жордана — Шевальє
Якщо {\displaystyle g} — автоморфізм простору {\displaystyle V}, то {\displaystyle g_{s}} — також автоморфізм {\displaystyle V} і {\displaystyle g=g_{s}g_{u}=g_{u}g_{s}}
де {\displaystyle g_{u}=1_{V}+g_{s}^{-1}g_{n}} і {\displaystyle 1_{V}} позначає тотожний автоморфізм простору {\displaystyle V}. Автоморфізм {\displaystyle g_{u}} є уніпотентним, тобто всі його власні значення дорівнюють одиниці. Будь-яке представлення автоморфізму {\displaystyle g} у вигляді добутку комутуючих напівпростого і уніпотентного автоморфізмів збігається з описаним поданням {\displaystyle g=g_{s}g_{u}=g_{u}g_{s}}. Воно називається мультиплікативним розкладом Жордана — Шевальє автоморфізму {\displaystyle g}, a {\displaystyle g_{s}} і {\displaystyle g_{u}} — напівпростою і уніпотентною компонентою автоморфізму {\displaystyle g}.

## Властивості
- Для будь-якого ендоморфізму {\displaystyle g} векторного простору {\displaystyle V} над алгебрично замкнутим полем {\displaystyle K} (і, більш загально, над довільним досконалим полем) розклад Жордана — Шевальє існує і є єдиним.
- Для напівпростої і нільпотентної компоненти ендоморфізму {\displaystyle g} справедливими є рівності {\displaystyle g_{s}=P(g)} і {\displaystyle g_{n}=Q(g)} для деяких многочленів {\displaystyle P} і {\displaystyle Q} над полем {\displaystyle K} з нульовими вільними членами.

Нехай {\displaystyle a_{i}} — різні власні значення автоморфізму {\displaystyle g} із алгебричною кратністю. Тоді характеристичний многочлен ендоморфізму можна записати як {\displaystyle S(x)=\prod (x-a_{i})^{n_{i}}}.
Позначимо також {\displaystyle V_{i}=\{v\in V:(g-a_{i}I)_{i}^{n}v=0\}}. Підпростори {\displaystyle V_{i}} є стабільними щодо ендоморфізму {\displaystyle g} і весь простір є їх прямою сумою, що легко можна побачити перевівши матрицю перетворення до жорданової нормальної форми.
Згідно з китайською теоремою про залишки для многочленів, існує многочлен {\displaystyle P\in K[x]}, для якого:
{\displaystyle P(x)\equiv 0(\operatorname {mod} x),\;\;P(x)\equiv a_{i}(\operatorname {mod} (x-a_{i})^{n_{i}}),\;\forall i}.
Позначимо {\displaystyle g_{s}=P(g)}. Тоді для {\displaystyle v\in V_{i}} отримуємо {\displaystyle g_{s}v=(a_{i}I+P_{i}(g)(g-a_{i}I)_{i}^{n})v=a_{i}v}. Тому {\displaystyle V_{i}} є власним простором для власного вектора {\displaystyle a_{i}} і загалом для ендоморфізму існує базис із власних векторів. Тобто {\displaystyle g_{s}} є напівпростим і рівний многочлену від {\displaystyle g} з нульовим вільним членом. Також вибравши базис при якому матриця {\displaystyle g} має жорданову нормальну форму отримуємо, що матриця {\displaystyle g_{s}} є діагональною із діагоналлю рівною діагоналі матриці {\displaystyle g}. Тому {\displaystyle g-g_{s}} є жордановою матрицею з нульовою діагоналлю і тому нільпотентною. Отож {\displaystyle g_{n}=g-g_{s}} буде нільпотентним оператором і також можна взяти {\displaystyle Q(x)=x-P(x)}. Таким чином отримані напівпрості і нільпотентні компоненти і відповідні многочлени. Оскільки {\displaystyle g_{n}} і {\displaystyle g_{s}} є многочленами від {\displaystyle g} то вони комутують між собою.
Для доведення єдиності розкладу припустимо, що {\displaystyle g=g_{s}+g_{n}=h_{s}+h_{n}}. Оскільки всі ендоморфізми {\displaystyle g_{s},g_{n},h_{s},h_{n}} є многочленами від {\displaystyle g} то вони комутують між собою. Звідси {\displaystyle g_{s}-h_{s}=g_{n}-h_{n}} є одночосно напівпростим і нільпотентним оператором, тобто рівним нулю, що завершує доведення єдиності.
- Якщо {\displaystyle W} — підпростір у {\displaystyle V} інваріантний щодо {\displaystyle g} , то {\displaystyle W} є інваріантним також і щодо {\displaystyle g_{s}} і {\displaystyle g_{n}}, і до того ж {\displaystyle g|_{W}=g_{s}|_{W}+g_{n}|_{W}} є розкладом Жордана — Шевальє для {\displaystyle g|_{W}} (тут {\displaystyle g|_{W}} позначає обмеження ендоморфізму на підпростір {\displaystyle W}). Якщо {\displaystyle g} є автоморфізмом, то {\displaystyle W} є інваріантним також і щодо {\displaystyle g_{u}} і {\displaystyle g|_{W}=g_{s}|_{W}g_{u}|_{W}} — мультиплікативний розклад Жордана — Шевальє автоморфізму {\displaystyle g|_{W}}.
- Якщо {\displaystyle k} — підполе в {\displaystyle K} і {\displaystyle g} є раціональним над {\displaystyle k} (щодо деякої {\displaystyle k}-структури на {\displaystyle V}), то {\displaystyle g_{s}} і {\displaystyle g_{n}} не будуть, взагалі кажучи, раціональними над {\displaystyle k}; можна лише стверджувати, що {\displaystyle g_{s}} і {\displaystyle g_{n}} є раціональними над полем {\displaystyle k^{p^{-\infty }}}, де , {\displaystyle p} — характеристична експонента поля {\displaystyle k} (для полів характеристики 0 {\displaystyle k^{p^{-\infty }}} є рівним полю {\displaystyle k}, в іншому випадку — це множина всіх елементів з {\displaystyle K}, що є чисто несепарабельними над {\displaystyle k}).
- Якщо {\displaystyle g} є раціональним автоморфізмом над {\displaystyle k}, то {\displaystyle g_{s}} і {\displaystyle g_{u}} є раціональними над {\displaystyle k}.
- Якщо {\displaystyle gh=hg,\;\;g,h\in \operatorname {End} (V)}, то {\displaystyle (g+h)_{s}=g_{s}+h_{s},\;(g+h)_{n}=g_{n}+h_{n}}.
- Якщо {\displaystyle gh=hg,\;\;g,h\in \operatorname {GL} (V)}, то {\displaystyle (gh)_{s}=g_{s}h_{s},\;(gh)_{u}=g_{u}h_{u}}.
- Якщо {\displaystyle g=g_{s}g_{u}} і {\displaystyle h=h_{s}h_{u}} — розклади Жордана — Шевальє, то {\displaystyle g\oplus h=(g_{s}\oplus h_{s})(g_{u}\oplus h_{u})} і {\displaystyle g\otimes h=(g_{s}\otimes h_{s})(g_{u}\otimes h_{u})} є розкладами Жордана — Шевальє відповідних лінійних відображень.

## Локально скінченні ендоморфізми
Поняття розкладу Жордана — Шевальє може бути узагальнене на локально скінченні ендоморфізми нескінченновимірного векторного простору {\displaystyle V}, тобто ендоморфізми {\displaystyle g}, що {\displaystyle V} породжується скінченновимірними {\displaystyle g}-інваріантними підпросторами. Для {\displaystyle g} є справедливими твердження про існування і єдиність подання у вигляді суми {\displaystyle g_{s}+g_{n}} (а для автоморфізмів також у вигляді добутку {\displaystyle g_{s}g_{u}}), комутуючих локально скінченних напівпростого і нільпотентного ендоморфізмів (відповідно напівпростого і уніпотентного автоморфізмів), тобто таких ендоморфізмів, що будь-який скінченновимірний {\displaystyle g}-інваріантний підпростір {\displaystyle W} у {\displaystyle V} є інваріантним щодо {\displaystyle g_{s}} і {\displaystyle g_{n}} (відповідно {\displaystyle g_{s}} і {\displaystyle g_{u}}) {\displaystyle g|_{W}=g_{s}|_{W}+g_{n}|_{W}} (відповідно {\displaystyle g|_{W}=g_{s}|_{W}g_{u}|_{W}}) є розкладом Жордана — Шевальє для {\displaystyle g|_{W}}.

## Лінійні алгебричні групи і алгебри Лі
Зазначене розширення поняття розкладу Жордана — Шевальє на локально скінченні ендоморфізми дозволяє ввести означення розкладу Жордана — Шевальє в алгебричних групах і алгебричних алгебрах Лі. Нехай {\displaystyle G} — лінійна алгебрична група над {\displaystyle K}, {\displaystyle {\mathfrak {g}}} — її алгебра Лі, {\displaystyle \rho } — представлення {\displaystyle G} в групі автоморфізмів алгебри {\displaystyle K[G]} регулярних функцій на {\displaystyle G}, задане правими зсувами, і {\displaystyle \mathrm {d} \rho } — його диференціал. Для будь-яких {\displaystyle g\in G} і {\displaystyle X\in {\mathfrak {g}}}  ендоморфізми  {\displaystyle \rho (g)} і {\displaystyle \mathrm {d} \rho (X)} векторного простору {\displaystyle K[G]} є локально скінченними, тому можна говорити про їх розклад Жордана — Шевальє: {\displaystyle \rho (g)=\rho (g)_{s}\rho (g)_{u}} і {\displaystyle \mathrm {d} \rho (X)=\mathrm {d} \rho (X)_{s}+\mathrm {d} \rho (X)_{n}}.
Один з важливих результатів теорії алгебричних груп полягає в тому, що зазначені розклади Жордана — Шевальє реалізуються за допомогою елементів з {\displaystyle G} і {\displaystyle {\mathfrak {g}}} відповідно. Точніше, існують однозначно визначені елементи {\displaystyle g_{s},g_{u}\in G} і {\displaystyle X_{s},X_{n}\in {\mathfrak {g}}} такі, що 
{\displaystyle g=g_{s}g_{u}=g_{u}g_{s},\;X=X_{s}+X_{n},\;\;[X_{s},X_{n}]=0}
і для цих елементів:
{\displaystyle \rho (g_{s})=\rho (g)_{s},\;\rho (g_{u})=\rho (g)_{u}}
{\displaystyle \mathrm {d} \rho (X_{s})=\mathrm {d} \rho (X)_{s},\;\mathrm {d} \rho (X_{n})=\mathrm {d} \rho (X)_{n}}.
Ці розклади називаються відповідно розкладом Жордана — Шевальє в алгебричній групі {\displaystyle G} і розкладом Жордана — Шевальє в алгебричній алгебри Лі {\displaystyle {\mathfrak {g}}}. 
Якщо {\displaystyle G} є визначеною над підполем {\displaystyle k} поля {\displaystyle K} і елемент {\displaystyle g\in G}(відповідно {\displaystyle X\in {\mathfrak {g}}}) є раціональним над {\displaystyle k}, то {\displaystyle g_{s},\;g_{u}} (відповідно {\displaystyle X_{s},\;X_{n}}) є раціональними над {\displaystyle k^{p^{-\infty }}}. 
Якщо група {\displaystyle G} реалізована як замкнута підгрупа загальної лінійної групи {\displaystyle GL(V)} автоморфізмів деякого скінченновимірного векторного простору {\displaystyle V} [і, отже, {\displaystyle {\mathfrak {g}}} реалізується як підалгебра в алгебрі Лі групи {\displaystyle GL(V)}), то розклад Жордана — Шевальє для елемента {\displaystyle g\in G} збігається з введеним вище мультиплікативним розкладом Жордана — Шевальє для {\displaystyle g} як автоморфізму простору {\displaystyle V}, а розклад {\displaystyle X\in {\mathfrak {g}}} як елемента алгебри Лі з адитивним розклад Жордана — Шевальє для {\displaystyle X}, як ендоморфізму простору {\displaystyle V}. 
Якщо {\displaystyle \varphi } — раціональний гомоморфізм афінних алгебричних груп і  {\displaystyle \mathrm {d} \varphi } — відповідний гомоморфізм їх алгебр Лі, то
{\displaystyle \varphi (g_{s})=\varphi (g)_{s},\;\;\varphi (g_{u})=\varphi (g)_{u}}
{\displaystyle \mathrm {d} \varphi (X_{s})=\mathrm {d} \varphi (X)_{s},\;\;\mathrm {d} \varphi (X_{n})=\mathrm {d} \varphi (X)_{n}}
для будь-яких {\displaystyle g\in G,\;X\in {\mathfrak {g}}}.
Поняття розкладу Жордана — Шевальє в алгебричних групах і алгебрах Лі дозволяє ввести означення напівпростого, уніпотентного (відповідно нільпотентного) елементів в довільній афінній алгебричній групі (відповідно алгебричній алгебрі Лі). Елемент {\displaystyle g\in G} називається напівпростим, якщо {\displaystyle g=g_{s}}, і уніпотентним, якщо {\displaystyle g=g_{u}}. Елемент {\displaystyle X\in {\mathfrak {g}}} називається напівпростим, якщо {\displaystyle X=X_{s}} і нільпотентним, якщо{\displaystyle X=X_{n}}.
Нехай {\displaystyle G} визначена над {\displaystyle k}, тоді {\displaystyle G_{u}=\{g\in G:g=g_{u}\}} є {\displaystyle k}-замкнутою підмножиною в {\displaystyle G}, а {\displaystyle {\mathfrak {g}}_{n}=\{X\in {\mathfrak {g}}:X=X_{n}\}} — {\displaystyle k}-замкнутою підмножиною в {\displaystyle {\mathfrak {g}}}. 
У загальному випадку {\displaystyle G_{s}=\{g\in G:g=g_{s}\}} не є замкнутим множиною, але якщо {\displaystyle G} є комутативною, то {\displaystyle G_{s}} і {\displaystyle G_{u}} є замкнутими підгрупами і {\displaystyle G=G_{s}\times G_{u}}. Множини {\displaystyle G_{s}} і {\displaystyle G_{u}} в довільній афінній алгебричній групі інваріантні щодо внутрішніх автоморфізмів.